# Leon Schiller
Pour les articles homonymes, voir Schiller.
Leon Schiller né Leon Jerzy Schiller de Schildenfeld le 14 mars 1887 à Cracovie et mort le 25 mars 1954 à Varsovie, dramaturge, essayiste, metteur en scène, critique, compositeur et historien du théâtre polonais. Il est considéré comme le plus grand des hommes de théâtre polonais au XXe siècle.

## Biographie
Leon Schiller est né en 1887 à Cracovie alors dans l'empire austro-hongrois, dans une famille d'origine autrichienne polonisée depuis des décennies. Il obtient son bac en 1906, apprend le français et étudie la musique. Il se produit aussi dans le célèbre cabaret littéraire Zielony Balonik (Ballon vert) en chantant des chansons polonais, français traditionnelles ainsi que des chants de sa propre composition. Son amitié avec Juliusz Osterwa remonte à cette époque.
Après le bac, Leon Schiller étudie la philosophie et la littérature polonaise à l'université Jagellonne de Cracovie, puis il interrompt ses études pour aller à la Sorbonne à Paris. Il y noue des contacts avec Edward Gordon Craig, l'un des plus célèbres réformateurs de théâtre du XXe siècle. Craig correspond avec Schiller et imprime ses textes dans son magazine théâtral Le masque. Il publie, entre autres, un essai de Schiller sur le théâtre de Stanisław Wyspiański. Les deux artistes se rencontrent de nouveau en 1909. Schiller vit à Paris par intermittence jusqu'en 1911.
À cette époque, Schiller séjourne également à Varsovie et se produit dans un nouveau théâtre d'Arnold Szyfman, le cabaret littéraire Momus (1909). Il se rend brièvement à Munich, où il voit l'œuvre théâtrale de Max Reinhardt (1910). Probablement il visite aussi l'Festspielhaus Hellerau dirigé par Emil Jaques-Dalcroze.
Pendant la Première Guerre mondiale, Schiller reste principalement à Cracovie, puis à Berlin et à Vienne où il étudie pendant six mois la composition musicale au Conservatoire de Vienne. En 1917, avec Tytus Czyżewski et Zbigniew et Andrzej Pronaszko, il fonde un groupe de Formistes.
À partir de 1917, Schiller vit de manière permanente à Varsovie et travaille pour le Théâtre Polonais dirigé par Ludwik Solski. En 1918, il y crée son premier spectacle Amour et loterie basée sur Jean Pierre Florian. En 1918,  Arnold Szyfman reprend la direction du Théâtre Polonais et engage Schiller comme directeur musical et littéraire.

### Entre-deux-guerres
Dans les années 1920, Schiller travaille d'abord comme metteur en scène et directeur littéraire de la Warsaw Theatres Society, puis comme directeur artistique du théâtre Maska. En 1922-1924, il travaille au théâtre de Reduta de Juliusz Osterwa. C'est là qu'il crée ses premières spectacles stylisées, inspirés par des anciens textes polonais. Ses images chantantes sont imprégnées  d'une solide connaissance de la littérature et de la musique polonaises. En 1924, à la suite d'un conflit avec Osterwa, Schiller quitte le Reduta en emmenant avec lui une partie du groupe.
Peu de temps après, il devient le directeur artistique du Théâtre de Wojciech Bogusławski. Il exerce cette fonction  jusqu'en 1926, année où les autorités de la ville décident de transformer le théâtre en cinéma. Schiller transforme le théâtre populaire de Bogusławski en scène d'avant-garde avec un répertoire ambitieux. Ainsi le Bogusławski devient le berceau de la mise en scène polonaise moderne. Schiller collabore avec des artistes visuels et des musiciens exceptionnels, dont Zbigniew et Andrzej Pronaszków et Wincenty Drabik. Il révolutionne la mise en lumière qui désormais rythme le spectacle autant que la musique. En particulier, trois spectacles sont notables : Kniaź Patiomkin de Tadeusz Miciński (1925) où l'histoire de la révolution est racontée dans un décor tridimensionnel mobile, Achilleis de Stanisław Wyspiański (1925) et Róża de Stefan Żeromski (1926).
Après la dissolution du théâtre Bogusławski, Schiller revient au Théâtre polonais, toujours dirigé par Arnold Szyfman. Il y adapte au théâtre le roman l'Histoire du péché de Stefan Żeromski (1926). Le spectacle réalisé dans une convention naturaliste et socialement acerbe, connait de nombreuses attaques de la part de la presse et du public. Dans le même temps, le scandale électrise et attire des spectateurs au théâtre. La pièce est accusée de pornographie, de brutalité, d’anarchie et même de goût bolchevique.
En 1927, les cendres Juliusz Słowacki sont ramenés en Pologne. Avant de reposer à Wawel, le cercueil du poète est exposé à la cathédrale de Saint Jean à Varsovie. À cette occasion, Schiller monte un spectacle en plein air sur la place de la Vieille ville intitulé Au Roi Esprit le jour de son retour basé sur plusieurs œuvres de Słowacki. Le spectacle, est conçu comme un mystère national.
Plus tard, Schiller met en scène L'Opéra de quat'sous de Bertolt Brecht (1929). La première provoque un scandale à la suite duquel le contrat de Schiller avec le Théâtre ne sera pas renouvelé.
À cette époque, Schiller sympathise déjà avec la gauche communiste et il ne cache pas ses opinions. En 1929, il s'installe à Lodz où pendant un an il est directeur artistique du théâtre municipal dirigé par Karol Adwentowicz. Il y met en scène Les Rivaux d'Anderson et de Stallings dans l'adaptation de Carl Zuckmayer (1929), Les Aventures du brave soldat Švejk d'après Jaroslav Hašek (1930) et Cjankali de Friedrich Wolf (1930). Il met ainsi en œuvre le programme du théâtre contemporain de gauche appelé Zeittheater, c’est-à-dire un théâtre à caractère social et politiquement engagé, inspiré par l’expressionnisme et l’avant-garde allemande. Ainsi, Les Rivals se présente comme un puissant manifeste anti-guerre, dans Cjankali Schiller aborde le sujet de l'avortement, tandis que Les Aventures du brave soldat Švejk est une satire politique acerbe.
En 1930, Wilam Horzyca engage Schiller en tant que directeur artistique des théâtres de la ville de Lwów. Schiller y met en scène, entre autres Victoire de'après Joseph Conrad (1930), Hedda Gabler de Henryk Ibsen (1931), ainsi que des pièces contemporaines du courant Zeittheater, dont Dorota Angermann de Gerhart Hauptmann (1930) et Dispute au sujet du sergent Grisha de Arnold Zweig (1931). À cette époque, Schiller collabore avec le scénographe Władysław Daszewski. C'est à l'initiative de Horzyca qu'en 1932 Schiller met pour la première fois en scène Dziady (Les Aïeux) d'Adam Mickiewicz. Les Aïeux deviennent l'incarnation du concept du théâtre monumental de Schiller, également connu sous le nom de «théâtre immense». La parole du poète est portée par une mise en scène cosmique : grands espaces obscurs où les poursuites révèlent seulement les visages, les silhouettes et les gestes des personnages, éléments du décor symbolique, foules en mouvements rythmés participant aux rites religieux ou aux manifestations révolutionnaires entraînant le public
Créés comme des « mystères », un peu comme des offices religieux de la culture nationale, des pièces fondatrices du théâtre romantique polonais de Schiller mettent en relief les points clés de la vie contemporaine, tout en prolongeant l'attitude de l'héroïsme historique à caractère éthique dans le XXe siècle. Ainsi le « grand cri de l'homme moderne », la Comédie non-divine de Zygmunt Krasiński, montre le déchirement entre les lois historiques et les tragédies métaphysiques, sans offrir de solution, mais l'exprimant avec une telle intensité que la révolution est prête à quitter le théâtre et à se transporter dans la rue. Kordian rappelle l'héroïsme historique des luttes patriotiques du passé, en valorisant métaphysiquement l'attitude révolutionnaire. Les Aïeux (Dziady) d'Adam Mickiewicz (1934), présentent la nation entière comme héros collectif. Ces mises en scène, fondant un style théâtral de la Pologne moderne sont devenues aujourd'hui légendaires.
En 1932, il fonda avec son confrère et homme de lettres Aleksander Zelwerowicz, l'Institut National d'Art Dramatique de Varsovie.
Leon Schiller donne aussi une nouvelle forme dans l'illustration musicale lors des représentations d’œuvres comme Monsieur de Pourceaugnac ou Le Bourgeois gentilhomme de Molière et Le Barbier de Séville de Beaumarchais au Théâtre Polonais. Sa méthode consiste à associer diverses compositions de l’époque d’un auteur donné à ses propres œuvres, qui sont des stylisations à l’ancienne. Ainsi, pour les passages dansés dans Monsieur de Pourceaugnac, Leon Schiller utilise des compositions de Lully, tandis qu’il écrit lui-même tous les solos et les chœurs, s’adaptant aux indications de mise en scène, veillant lors de toutes les répétitions à la concordance des effets musicaux avec le jeu des acteurs et le ton d’ensemble de la mise en scène.

### La Seconde Guerre Mondiale
Pendant la guerre, Schiller écrit et codirige le Conseil du théâtre clandestin. En mars 1941, il est arrêté par la gestapo et emprisonné à Pawiak, puis déporté au camp de concentration d'Auschwitz-Birkenau. En mai 1941, sa famille réussit à le racheter du camp. À Auschwitz, Schiller vit une expérience mystique et se convertit. Il devient ensuite un oblat bénédictin. Pendant l'Insurrection de Varsovie, il dirige la Brigade du théâtre, qui se produit sur la ligne de front. Après la défaite du soulèvement, en tant que sous-lieutenant de l'AK (Armia Krajowa ou Armée de l'intérieur) il est envoyé au oflag de Murnau. Après la libération par l'armée américaine, il s'installe à Lingen, près de la frontière néerlandaise. Sous le patronage du YMCA polonais (Association chrétienne de jeunes hommes), il y fonde le Théâtre du Peuple du nom de Bogusławski.

### Après la guerre
En 1945, il s'installe à Łódź où il reste jusqu'en 1949. Il s'adapte rapidement à la nouvelle réalité politique. Il adhère au Parti ouvrier polonais, siège au Parlement de 1947 à 1952, devient délégué au Congrès d'unification des partis ouvriers. On le nomme recteur de l'École Supérieure de Théâtre de l'État (PWST), initialement installée à Łódź. Il publie le magazine Łódź Teatralna, devient l'éditeur du magazine Teatr. À partir de 1946, il dirige le théâtre de l'Armée Polonaise.
Il reprend la direction du Théâtre Polonais de Varsovie après Arnold Szyfman, démis de ses fonctions pour des raisons politiques. Mais bientôt, lui-même perd ses fonctions du recteur du PWST et du directeur du Théâtre.
À la fin de sa vie, il est pratiquement mis à l'écart du théâtre, bien qu'il ait réussi à monter quelques spectacles, notamment Comtesse (1951) et Halka (1953) de Stanisław Moniuszko à l'Opéra national de Varsovie.
En 1952, il crée le Journal de théâtre - une publication trimestrielle consacrée à l'histoire et à la critique du théâtre. Leon Schiller fait la promotion du théâtre de Bertolt Brecht et de sa pensée théâtrale. Il se rend deux fois à Berlin pour inviter le théâtre Brecht en Pologne.
Leon Schiller décède le 25 mars 1954. Il est enterré à l'Allée d'Honneur au cimetière de Powązki à Varsovie.

## Œuvres

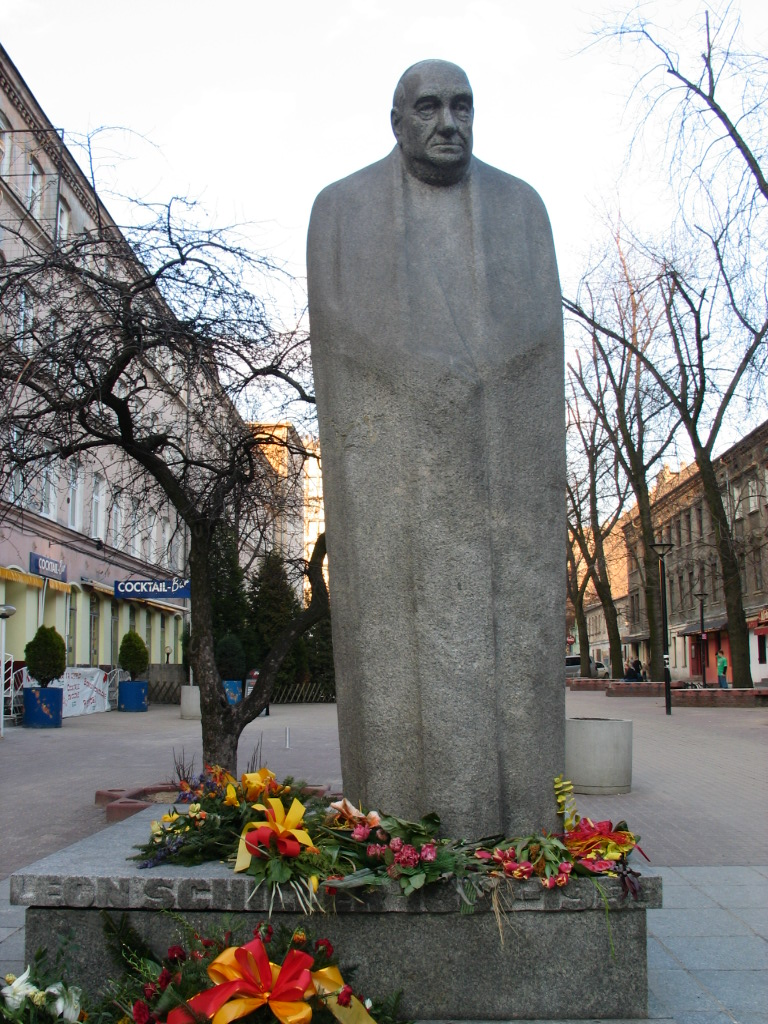
Statue de Leon Schiller à Lodz.

- 1961 : Teatr Ogromny (Le Grand Théâtre)
- 1978 : U progu nowego teatru (À l'aube du nouveau théâtre)

### Scenarios de spectacles
- 1931 : Pastorałka (La Pastorale)
- 1945: Gody weselne
- 1977 : Kram z piosenkami (Pot pourri de chansons)

### Théâtre monumental
- 1926 : Nie-Boska komedia (La Non Divine comédie) de Juliusz Słowacki
- 1927 : Samuel Zborowski de Juliusz Słowacki
- 1934 : Kordian de Juliusz Słowacki
- 1934 : Dziady (Les Aïeux) d'Adam Mickiewicz

### Zeittheater
- 1929 : Opera za trzy grosze (L'Opéra de quat'sous) de Bertolt Brecht
- 1938 : Krzyczcie Chiny (Cri de Chine)
- 1932 : Kapitan z Koepenick (Capitaine de Köpenick)

### Essais
- 1961: Teatr ogromny
- 1978: U progu nowego teatru

### Théâtre musical
- 1924: Dawne czasy w piosence, poezji i zwyczajach  (Autrefois, en chanson, la poésie et les traditions)
- 1925: Bandurka
- 1929: Kulig (Promenade en traîneau)

## Filmographie

### Musique de film
- 1930 : Janko le musicien de Ryszard Ordyński

### Directeur artistique
- 1937 : Halka

### Directeur musical
- 1936 : August des Starke de Paul Wegner